# Badminton ai XVIII Giochi panamericani
I tornei di badminton ai XVIII Giochi panamericani si sono svolti dal 29 luglio al 2 agosto 2019.

## Risultati
| Evento              | Oro                                    | Argento                            | Bronzo                                                                             |
| Singolare maschile  | Ygor Coelho                            | Brian Yang                         | Jason Ho-Shue Kevin Cordón                                                         |
| Doppio maschile     | Canada Jason Ho-Shue Nyl Yakura        | Stati Uniti Phillip Chew Ryan Chew | Cuba Osleni Guerrero Leodannis Martínez Brasile Fabrício Farias Francielton Farias |
| Singolare femminile | Michelle Li                            | Rachel Honderich                   | Iris Wang Nikté Sotomayor                                                          |
| Doppio femminile    | Canada Rachel Honderich Kristen Tsai   | Stati Uniti Keui-Ya Chen Jamie Hsu | Brasile Tamires Santos Fabiana Silva Brasile Jaqueline Lima Sâmia Lima             |
| Doppio misto        | Canada Joshua Hurlburt-Yu Josephine Wu | Canada Nyl Yakura Kristen Tsai     | Brasile Fabrício Farias Jaqueline Lima Stati Uniti Howard Shu Paula Lynn Obañana   |

## Medagliere
| Posizione | Nazione     | Oro | Argento | Bronzo | Totale |
| --------- | ----------- | --- | ------- | ------ | ------ |
| 1         | Canada      | 4   | 3       | 1      | 8      |
| 2         | Brasile     | 1   | 0       | 4      | 5      |
| 3         | Stati Uniti | 0   | 2       | 2      | 4      |
| 4         | Guatemala   | 0   | 0       | 2      | 2      |
| 5         | Cuba        | 0   | 0       | 1      | 1      |
| Totale    | Totale      | 5   | 5       | 10     | 20     |